# كويلة متعددة الأصابع
كويلة متعددة الأصابع (الاسم العلمي:Coilia rebentischii) (بالإنجليزية: Many-fingered grenadier anchovy)‏ هي نوع من الأسماك تتبع جنس الكويلة من الفصيلة البلمية.